# (4428) Khotinok
(4428) Khotinok ist ein Hauptgürtelasteroid, der am 18. September 1977 von Nikolai Stepanowitsch Tschernych am Krim-Observatorium entdeckt wurde.
Der Asteroid wurde nach dem Meteoritenforscher Roman L'vovich Khotinok benannt.